# Vol intérieur

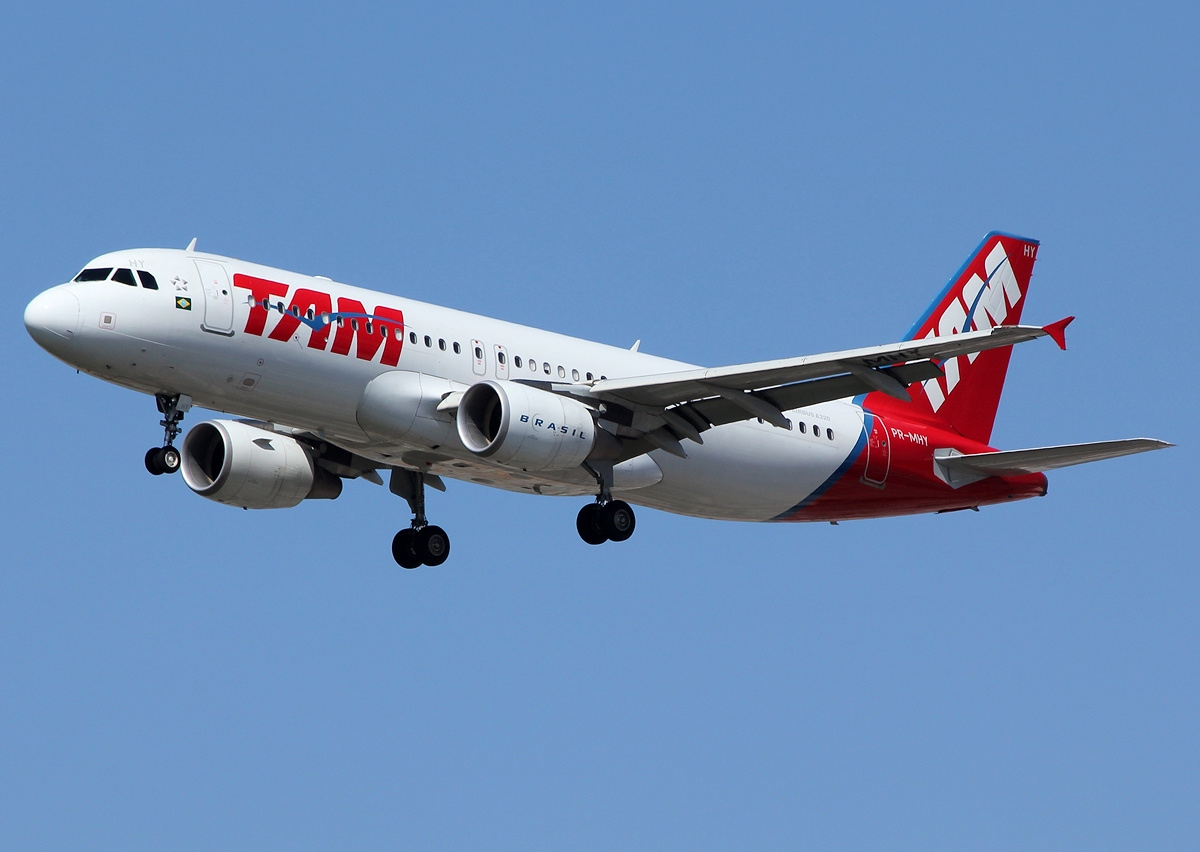
Airbus A320, un avion largement utilisé dans les vols intérieurs.

Un vol intérieur est une forme de vol commercial au sein de l'aviation civile où le départ et l'arrivée ont lieu dans le même pays,.
Les aéroports desservant uniquement des vols intérieurs sont appelés aéroports intérieurs ou nationaux (en).
Les vols intérieurs sont généralement moins chers et plus courts que la plupart des vols internationaux. Certains vols internationaux peuvent être moins chers que les vols intérieurs en raison de la courte distance entre les deux villes de différents pays, et aussi parce que les vols intérieurs peuvent, dans les petits pays, être principalement utilisés par des voyageurs d'affaires très bien payés, tandis que les voyageurs de loisirs utilisent la route ou le rail au niveau national.
Certains petits pays, comme la Belgique n'ont pas de vols intérieurs réguliers. Les vols intérieurs sont le seul secteur de l'aviation à ne pas afficher de tendance de croissance mondiale à long terme en raison du fait que de nombreux petits pays remplacent de plus en plus les routes nationales courtes par des trains à grande vitesse, cela dit, la plupart des routes aériennes les plus fréquentées au monde sont des vols internationaux.

## Les plus grands marchés intérieurs
| Rang | Pays       | 2018  | croissance |
| ---- | ---------- | ----- | ---------- |
| 1    | États-Unis | 958,1 | 4,4 %      |
| 2    | Chine      | 685,1 | 9,8 %      |
| 3    | Inde       | 169,9 | 15,7 %     |
| 4    | Indonésie  | 148,4 | 4,0 %      |
| 5    | Japon      | 146,5 | 1,0 %      |
| 6    | Brésil     | 119,6 | 3,4 %      |
| 7    | Australie  | 79,4  | 0,5 %      |
| 8    | Russie     | 74,9  | 9,8 %      |
| 9    | Canada     | 65,6  | 5,2 %      |
| 10   | Turquie    | 65,1  | 5,2 %      |